# П'єр Карбоньє

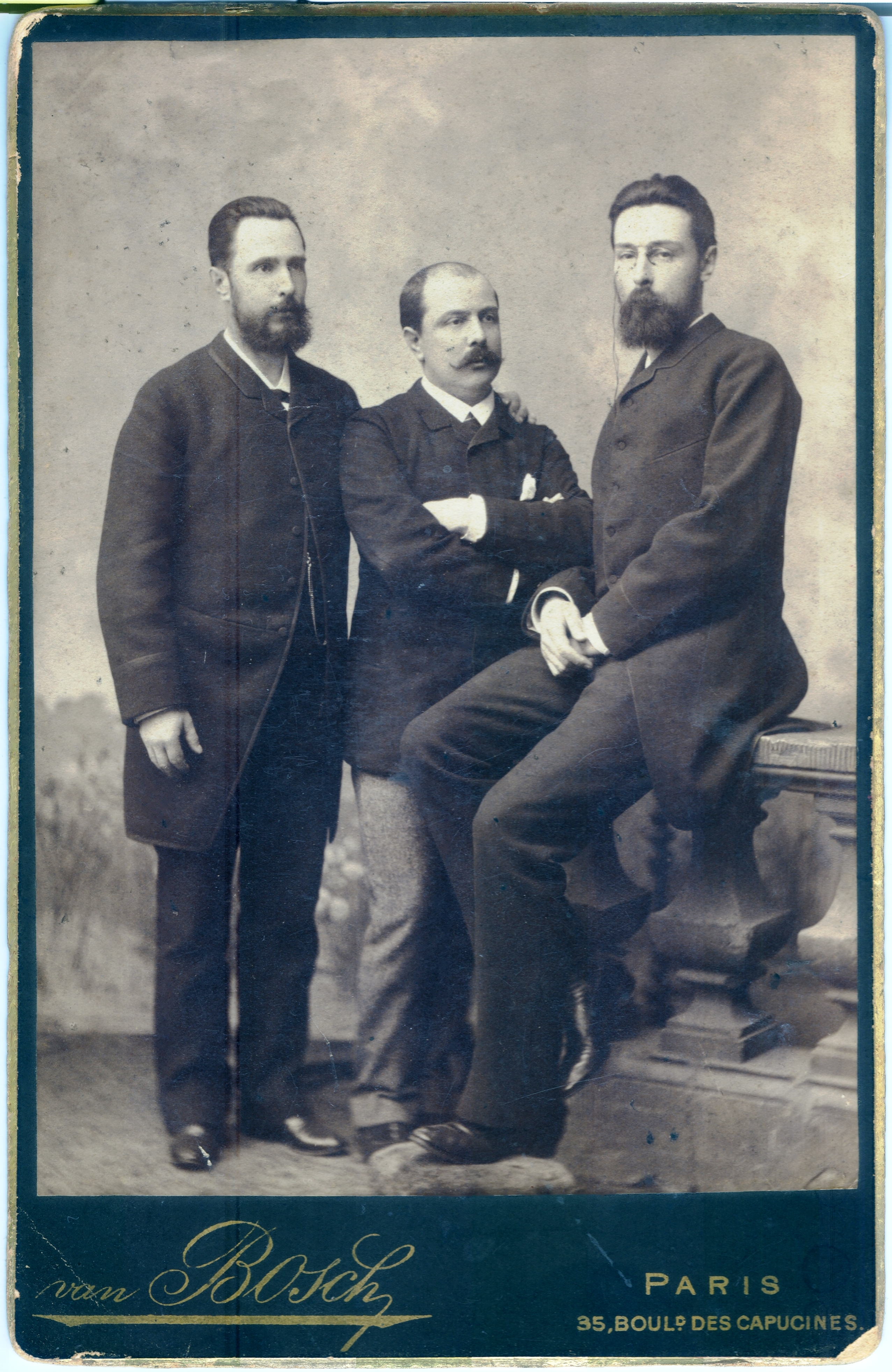
М. Ф. Золотницький, П. Карбонье та А. С. Мещерський

П'єр Карбоньє (фр. Pierre Carbonnier; 27 березня 1829 — 1883) — французький вчений-натураліст, член французького Імператорського Товариства акліматизації (фр. Société Impériale d'Acclimatation), акваріуміст, один із засновників європейської акваріумістики.
В 1850 році заснував у Парижі торговий дім з продажу акваріумних рибок і рослин. Промисловою акваріумістикою займався у своєму маєтку в м. Шампань. Як водойму використовував басейн, густо засаджений рослинами.
Ввів в аматорську акваріумістику рибок гурамі (Trichogaster), макроподів (Macropodus opercularis), вуалехвостів (Carassius auratus), півників (Betta splendens), ляліусів (Colisa lalia), плямистих сомиків коридорасів (Corydoras paleatus.
Був автором кількох монографій з природної історії й вирощування риби та ракоподібних, автор публікацій в наукових журналах. Автор брошур «Звіт і спостереження про спарювання одного виду китайських риб» (фр. Rapport et Observations sur l'accouplement d'une espèce de poisson de Chine; 1869), «Нове зауваження про китайську рибу, що належить до роду макроподів» (фр. Nouvelle Note sur un poisson de Chine appartenant au genre macropode; 1870) та ін.
Був директором Акваріума на Всесвітній виставці в Трокадеро (Франція, 1878). Гігантський акваріум мав ємність 1800 м³ та містив різноманітних морських мешканців, в тому числі восьминогів і акул, розташовувався біля підніжжя «Трокадеро» в природному вапняковому кар'єрі. Кар'єр закривала скляна стіна площею 2500 кв.м і товщиною 22 мм.
Племінник Пауль Карбоньє (фр. Paul Carbonnier) також займався акваріумістикою.